# Супрасльская рукопись

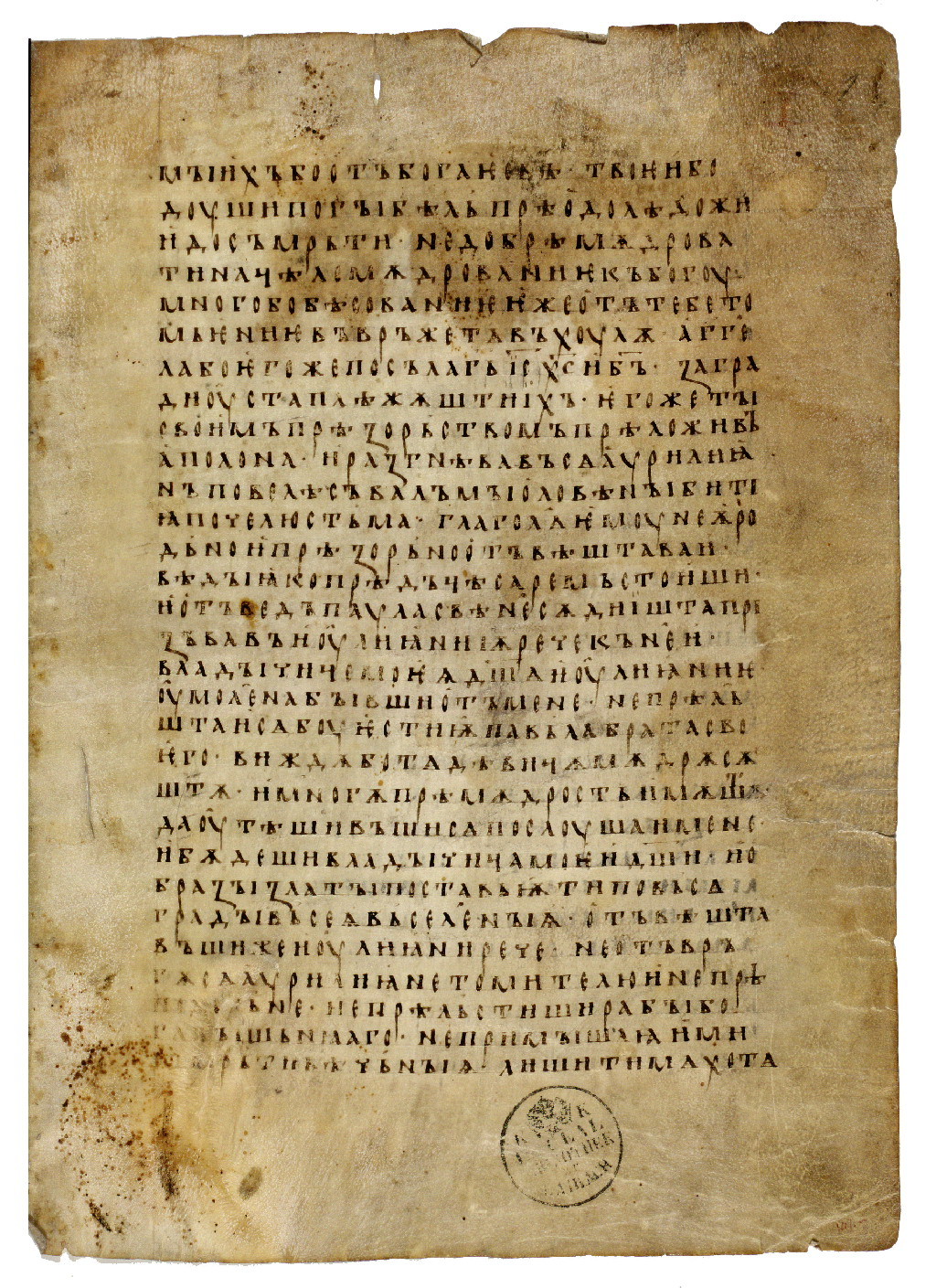
Супрасльская рукопись, л. 1

Супра́сльская ру́копись (Супрасльский сборник или Супрасльская минея, лат. Codex Suprasliensis) — кириллическая старославянская рукопись, неполный сборник житий святых и проповедей разного происхождения на март месяц (мартовская минея). Крупнейший по объёму памятник старославянского языка: 285 пергаментных листов большого формата.
Написана, вероятно, в восточной или северо-восточной Болгарии одним почерком.
Датируется первой половиной или серединой XI века.
В 2007 году ЮНЕСКО включило Супрасльскую рукопись в реестр «Память мира».

## Открытие
Открыта М. К. Бобровским (будущим протоиереем) в 1823 году в библиотеке Супрасльского монастыря возле Белостока (на территории современной Польши). Бобровский послал первую часть рукописи Е. Копитару для изучения. После смерти Копитара первые 118 листов поступили на хранение в университетскую библиотеку Любляны (шифр Cod. Kop. 2).
Следующие 16 листов были куплены в 1856 году А. Ф. Бычковым и в настоящее время хранятся в Российской национальной библиотеке (шифр Q. п. I. 72).
Оставшиеся 151 лист после смерти Бобровского попали в библиотеку графов Замойских, откуда пропали во время Второй мировой войны, а затем были обнаружены в США и в 1968 году возвращены в Польшу. В настоящее время хранятся в Национальной библиотеке в Варшаве.

## Издания
Первое издание на основе материалов Копитара было осуществлено Ф. Миклошичем в 1851 году. Полный текст с палеографическим и лингвистическим комментарием в 1904 году издал С. Н. Северьянов (переиздано в Граце в 1956 году).
Факсимильное издание (в основном чёрно-белое, но некоторые страницы в цвете): Супрасълски или Ретков сборник, София, 1982 (т. 1), 1983 (т. 2), содержит также факсимильное воспроизведение текста по набору Северьянова (но с заменёнными комментариями) и греческие параллели.

## Описание
Рукопись выполнена на хорошо выделанном тонком пергаменте (в некоторых случаях буквы просвечиваются с обратной стороны листа). На некоторых листах обрезаны поля, иногда с повреждением крайних букв отдельных строк.
Листы имеют формат 31×23 сантиметра, текст занимает 23×15 сантиметра.
Сохранилось 37 тетрадей, включающих в себя 48 статей. Начало первой статьи, за 4 марта, потеряно (по мнению С. Н. Северьянова, не хватает одного листа). Утеряны также листы с чтениями за 1—3 марта, а также два листа между страницами 36 и 37 издания 1982—1983 годов, один или более листов между страницами 154 и 155. Другие лакуны находятся между страницами 166 и 167, 170 и 171, 236 и 237, 568 и 569 издания 1982—1983 годов.

## Палеографические особенности
Почти весь текст написан одним писцом. Благодаря приписке на одной из страниц известно и его имя — Ретко (в связи с этим рукопись иногда называют «Ретков сборник»). Северьянов считал, что в рукописи имеется ещё один почерк, а А. Маргулиес — что два. Кроме того, в рукописи присутствуют более поздние пометы, рисунки и исправления.
Памятник написан кириллицей, крупным уставом, размер букв — 3—4 мм, 28—30 строчек на странице. Главы рукописи отделены заставками, используются инициалы. Как заставки, так и инициалы украшены геометрическим орнаментом с растительными мотивами.

## Особенности орфографии и графики
Упрощение графики: на месте стандартных ѧ и ѩ используются ꙙ и ѧ, соответственно.
То есть имеется нестандартная буква юс малый закрытый ꙙ, которая употребляется вместо стандартного юса малого ѧ. Юс малый ѧ употребляется вместо стандартного юса малого йотированного ѩ, который в данной рукописи не употребляется.
Обычно, хотя и непоследовательно, ставится камора ◌҄ для обозначения палатализации. После каморированных л҄, н҄, р҄ не употребляются йотированные, кроме ю.
Иногда ѣ на месте ꙗ. Такой эффект может встречаться в текстах, имеющих источником тексты на глаголице, в которой аналога ꙗ не было, и вместо него могло быть глаголическое ѣ (Супрасльская рукопись — сборник, и кроме того, неизвестно, сколько раз тексты переписывались и с каких).
щ используется редко, обычно вместо него шт (читались одинаково). Наряду с ѹ используется его аллограф ꙋ. ꙃ имеется только в числовом значении, в остальных случаях вместо него ꙁ. Встречается особое начертание ꙗ.

## Языковые особенности
Памятник отражает изменение сильного редуцированного ь в е, но нет перехода сильного ъ в о. Кроме старославянского начального сочетания ра (из *or), в памятнике представлено и сочетание ро, что, очевидно, указывает на западнославянскую языковую особенность: рабъ и робъ, развѣ и розвѣ, равьнъ и ровьнъ.
Не различает ꙁ ~ ꙃ, что означает упрощение звука [d͡z] (ꙃ, звонкая альвеолярная аффриката) и его переход в [z'] (обозначается ꙁ).
Вставное [л] и интервокальное [й] часто выпадают (по вьсеи ꙁеми, покаати сꙙ). Встречаются как стандартные, так и нестандартные преобразования сочетаний с аффрикатами:
стандартные: з + ц ⇒ ц, з + ч ⇒ ч
нестандартные: з + ц ⇒ сц, з + ч ⇒ сч, з + ч ⇒ шт
(в русском стандартны преобразования, которые в старославянском считаются нестандартными: з + ц ⇒ сц, з + ч ⇒ сч ⇒ щ; «расценить», «исчезать» и т. д.).
Супрасльская рукопись не только представляет наибольшее число отклонений от «норм» старославянского языка, но и содержит в себе много особенностей, которые характеризуют язык иных славянских групп. В этой рукописи мы находим слово робота и встречаем приставку роз. Только Супральская рукопись знает местоимение чсо.